# 甲府代官所
甲府代官所(こうふだいかんしょ）は、甲斐国の代官所。享保9年（1724年）以降、甲斐一国が幕府直轄領となった以降の代官所で、現在の山梨県甲府市中央三丁目に所在する。

## 立地と歴史的景観

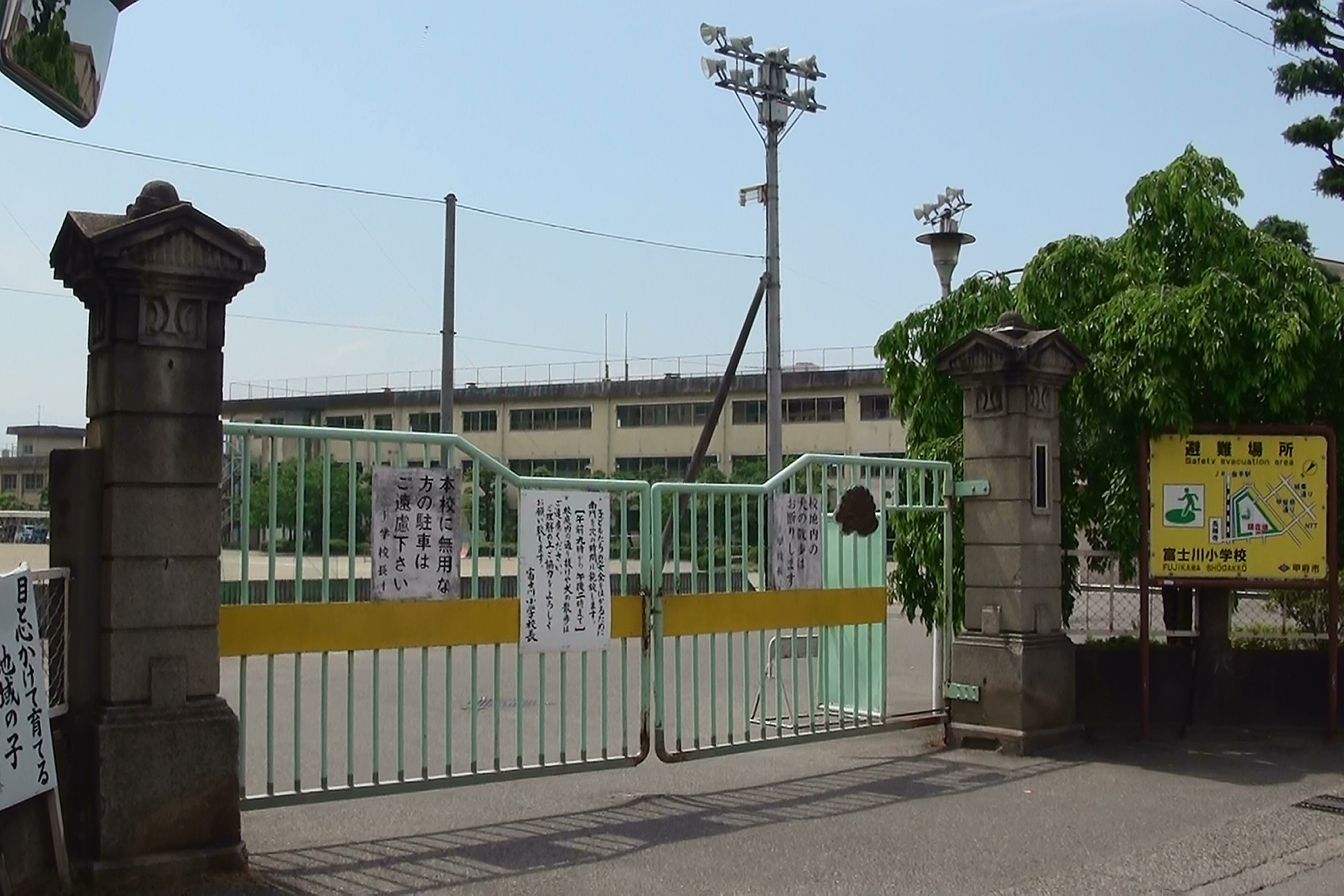
甲府代官所跡である旧富士川小学校

代官所の所在する長禅寺前（甲府市中央2 - 3町目）は甲府城二ノ堀東に位置する内郭外の武家地。東西に長く中央には南北通りが通過し、北側には東流する藤川が流れ、南北通りから藤川に架かる橋を経て長禅寺前参道に至る。南側は町人地を囲郭する甲府城三ノ堀があり、南北通りは堀を隔てて魚町通りに至る。
甲府代官所は長禅寺前に所在したことから、長禅寺前陣屋（長禅寺前役所）とも呼ばれる。代官所は南北通りの東側に位置し、西には同心組屋敷や牢屋が所在していたほか、畑地も見られる。長禅寺前は明治5年（1872年）に富士川町と改称し、代官所跡は甲府市立富士川小学校（2011年3月閉校）敷地内にあたる。
南方は甲府城下町の中心市街地で、東西に甲州街道が通過し「府中一のよき所」『裏見寒話』と評され、甲府町年寄屋敷や高札場の存在する甲府八日町に近接する。

## 甲府代官所の成立と運営
甲斐国では天正10年（1582年）の武田氏滅亡後、徳川氏、豊臣系大名支配期を経て徳川氏が再領した。甲府は近世初頭に甲府城が築城され甲斐統治の政治的拠点となり、武田蔵前衆の系譜を引く甲州系代官による甲府町方・在方支配が展開された。
甲府藩時代を経て、享保9年（1724年）に甲斐一国が幕府直轄領化されると、甲府町方は老中配下の甲府勤番支配、在方は勘定奉行配下の三分代官支配（甲府代官所・市川代官所・石和代官所）となり、甲斐国は再び代官支配となる。また、甲府町域においては上飯田代官所（甲府市宝二丁目）も設置されている。
甲府代官所は享保9年4月12日、山梨郡・巨摩郡10万石あまりを支配所とする奥野俊勝（忠兵衛）が任じられる。『国志』に拠れば、当初は東光寺村の帰命院（甲府市東光寺）を仮陣屋として発足し、翌享保10年には現在地に移転する。慶応4年（1868年）に廃止されるまで29名の代官が在任しているほか、兼任した代官もいる。支配高は変遷しているが、山梨・巨摩両郡のほか御三卿領の上地分が含まれる。
甲府代官所は江戸から36里に位置し、属僚構成は一般百姓や町人から採用された甲府詰・江戸詰の手付・手代がそれぞれ平均9、10名強で20名弱の属僚が配属されており、石和代官所と比較して多くの属僚が配属されていることが指摘されている。属僚は元締が統括し、公事方、支配勘定格、加判、普請役格などの担当があり事務処理を行っていた。
歴代代官のうち、7年以上の在任者は3割以上存在しているが、半数は3年以下の在任期間で、交代は比較的激しいことが指摘されている。また、甲府代官には甲斐・他国の代官所からの転任が多く、新規に登用された甲府代官は見られない。後歴は他代官所への転任が多い。
天保7年（1836年）には郡内地方から発し甲斐一国規模の一揆となった天保騒動が発生する。天保騒動当時の甲府代官は井上十左衛門で、手付・手代15人を有していた。一揆勢は同年8月22日に石和宿で打ちこわしを行い甲府城下へ迫り、翌23日に井上は城下東の山梨郡板垣村を守備していたが、一揆勢が甲府城の蔵米を襲撃する風聞を聞き、甲府城を守備した。その後、井上は一揆勢の追撃を行っている。
慶応4年（1868年）、甲府代官中山誠一郎は新政府軍から留任を命じられ町奉行を兼帯するが、同年8月には甲府代官所の支配地は府中県となり、県知事赤松孫太郎が任命され甲府陣屋は府中県役所となる。同年11月には府中県・市川県・石和県が甲斐府として統合され、甲府代官支配は終焉する。

## 研究史
代官の変遷・一覧は上野晴朗が「甲府代官支配並びに代官歴代表について」（『甲斐史学』5号、1958年）において集成しているほか、『甲府市史』編纂事業においては、『金桜神社文書』『広瀬家文書』における、毎年作成された年貢割付状や年貢皆済目録における歴代代官の署名検討から代官一覧表を作成している（『甲府市史資料目録　近世』）。また、『山梨県史』資料編8近世1領主では甲府代官関係資料のほか、西沢淳男「甲斐国関係代官変遷一覧」を収録している。

## 歴代代官一覧
在任期間・代官名・前職・後職
- 享保9年 - 享保19年　奥野忠兵衛（俊勝）　勘定組頭・罷免・小普請
- 享保19年 - 元文4年　山田治右衛門（邦政）　駿府代官、病免・小普請
- 元文4年　上飯田代官の大久保内蔵助（忠隆）・小川新右衛門預かり
- 元文5年 - 寛延5年　吉田久左衛門（佳国）　関東代官　関東代官
- 寛延2年 - 宝暦7年　宮村孫左衛門（高豊） 越前本保代官・駿府代官
- 宝暦7年  -  明和元年　鵜飼左十郎（実道）　石和代官　関東代官
- 明和元年  -  明和4年　藤本甚助（久英）　上飯田代官　塙代官
- 明和4年  -  明和7年　柴村藤三郎（盛膺）　尾花沢代官　駿府代官
- 明和7年  -  安永2年　小田切新五郎　駿府代官　死去
- 安永2年　久保平三郎（勝峰）　上飯田代官　石和代官
- 安永3年  -  安永6年　真野惣十郎（勝照）　石和代官　久美浜代官
- 安永6年  -  天明4年　中井清太夫（九敬）　上飯田代官　谷村代官
- 天明4年  -  寛政5年　武島左膳（修茂）　上飯田代官　小普請
- 寛政5年　風祭求馬（古明）　信州中野代官　鉄砲玉薬奉行
- 寛政6年  -  文化元年　小笠原仁右衛門（則普）　駿府代官　依願退任
- 文化元年　川崎平右衛門（定安）　石和代官　寒河江代官
- 文化2年  -  文政2年　野田松三郎（政晟）　駿府代官　未詳
- 文政2年  -  文政4年　山本大膳・鈴木伝市郎
- 文政4年  -  文政11年　小野田三郎右衛門（信利）　関東代官　退任
- 文政11年  -  天保6年　吉川栄左衛門（貞幹）　石和代官　死亡
- 天保6年　柴田善之丞（政方）　石和代官　美濃郡代
- 天保7年  -  天保9年　井上十左衛門（頼紀）　石和代官　小普請
- 天保9年  -  天保13年　松坂三郎左衛門（久齋）　越後水原代官　西丸切手番之頭
- 天保13年  -  嘉永3年　小林藤之助　市川代官　代官
- 嘉永3年  -  安政元年　福田八郎右衛門（道昌）　市川代官　西丸裏門番之頭
- 安政元年　荒井清兵衛（顕道）　市川代官　桑折代官
- 安政2年  -  文久元年　寺西直次郎　久美浜代官　納戸頭
- 文久元年  -  文久3年　福田所左衛門（知）　桑折代官　関東代官
- 文久3年  -  元治元年　加藤余十郎　市川代官　評定所留役勘定組頭
- 元治元年　「下総」
- 慶応元年 - 慶応三年　小笠原甫三郎（義利）　岩鼻代官　関東代官
- 慶応3年 - 明治元年　中山誠一郎　駿府代官